# Hanna Solf

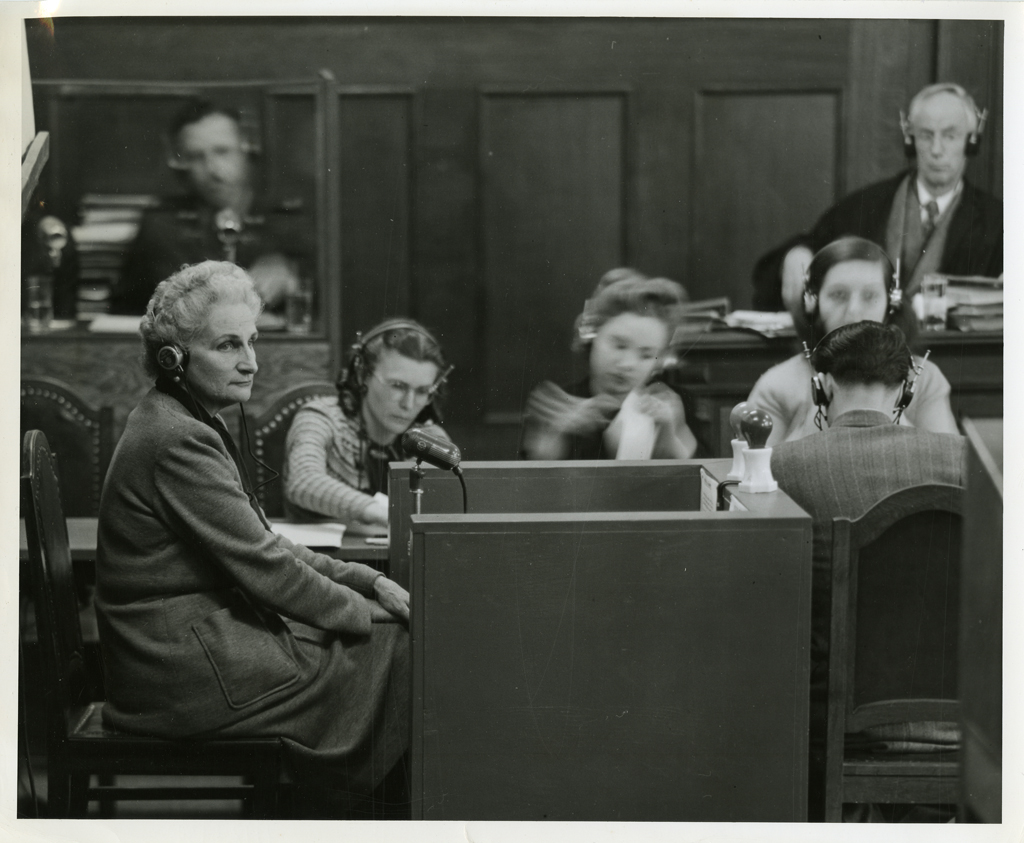
Hanna Solf 1947

Johanna Susanne Elisabeth Dotti (Hanna Solf, ur. 14 listopada 1887 w Neuenhagen bei Berlin, zm. 4 listopada 1954 w Starnberg) – niemiecka opozycjonistka, członkini antyhitlerowskiego ruchu oporu.
Pochodziła z rodziny Dottich – przemysłowców i bankierów. Od 1908 była zamężna z b. cesarskim gubernatorem Samoa, sekretarzem stanu w ministerstwie spraw zagranicznych i ambasadorem w Tokio Wilhelmem Solfem. Wiele lat przebywała poza granicami kraju – w Samoa, Indiach, niemieckiej Afryce północnej, Japonii i Anglii.
W latach 20. należała do klubu dyskusyjnego SeSiSo, któremu przewodniczył jej mąż. Wyznawała poglądy demokratyczne i liberalne, przekonana o wartości tolerancji w życiu społecznym i politycznym. Po przejęciu władzy przez Hitlera nawiązała kontakt z krytykami hitleryzmu: generałem von Hammersteinem i Richardem Kuenzerem.
Po wybuchu II wojny światowej organizowała pomoc dla uciekinierów i opozycjonistów do Szwajcarii. W tym celu zakupiła nawet dom w Garmisch-Partenkirchen. Pomogła m.in. w ucieczce Marii von Maltzan. Koło opozycjonistów skupionych wokół Hanny Solf zwano "Solf-Kreis" (kręgiem Solf).
10 września 1943 została schwytana Elisabeth von Thadden, przyjaciółka Hanny Solf. Wówczas posypały się aresztowania. 12 stycznia 1944 została aresztowana także Hanna Solf i przewieziona do Monachium, a potem do Berlina. Trafiła do obozu koncentracyjnego Sachsenhausen i Ravensbrück. Zbliżał się też termin rozprawy i wydania wyroku, wyznaczony przez Rolanda Freislera na 8 lutego 1945.
3 lutego miał miejsce nalot bombowy na Berlin, w którym Freisler zginął, a Hannie Solf wraz z córką Lagi von Ballestrem udało się uciec spod gruzów więzienia. Dowiedziała się wówczas, iż spośród członków jej kręgu, ofiarą represji nazistowskich padło ponad 70 osób.
Zeznawała w czasie procesu norymberskiego. Wyjechała na krótko do Anglii do syna Hansa Heinricha, jednak wróciła do Niemiec i osiadła w Starnbergu, gdzie zmarła w wieku 67 lat.